# Hans-Walter Müller

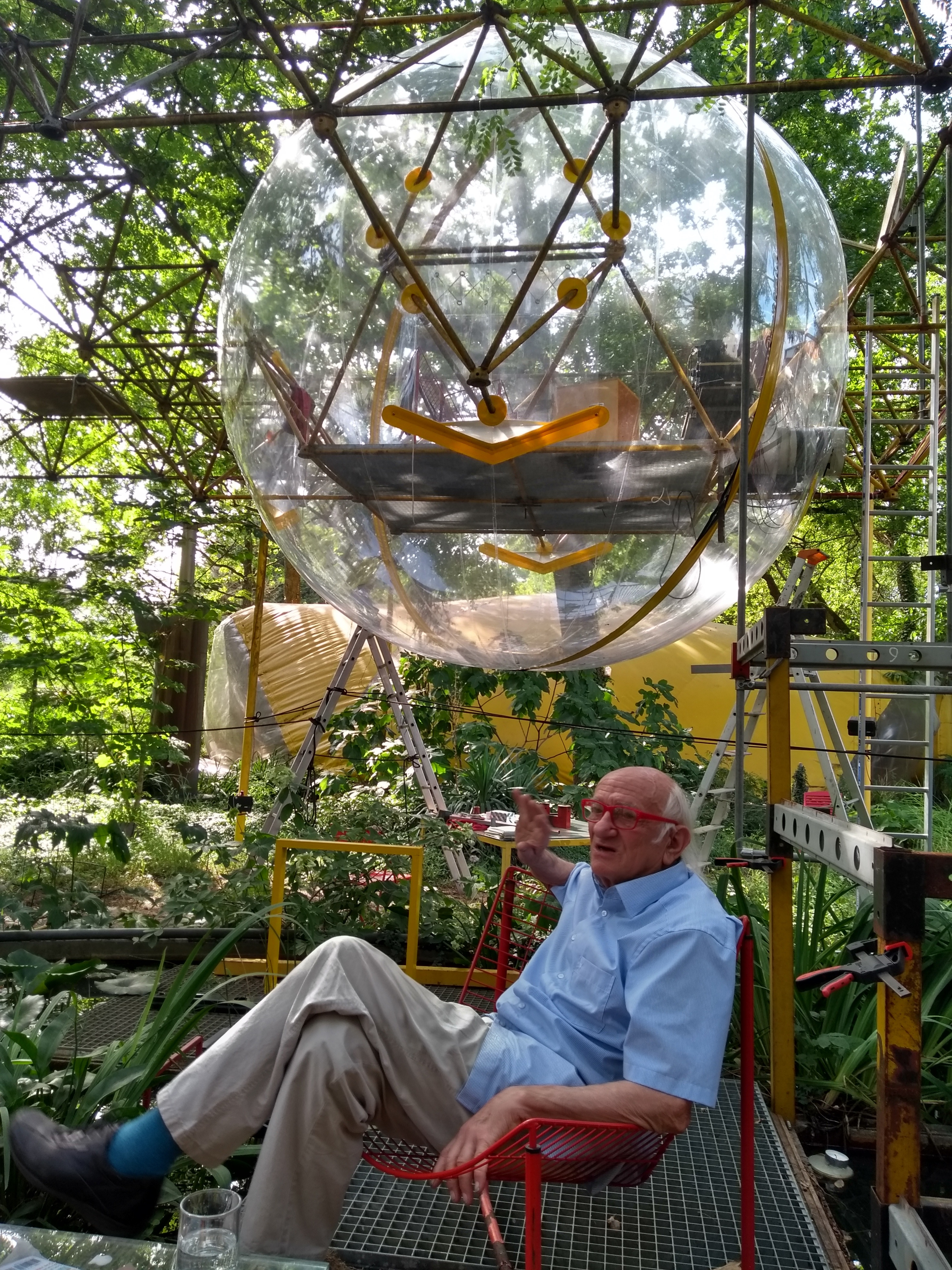
Hans-Walter Müller 2019 unter seinem Werk „Klangstruktur mit Resonanzkugel“

Hans-Walter Müller (* 25. Dezember 1935 in Worms) ist ein deutscher Bauingenieur, Architekt und Künstler.

## Leben
Hans-Walter Müller wurde 1935 in Worms geboren und interessierte sich schon mit 14 Jahren für die Zauberkunst, der er auch später verbunden blieb. Er studierte an der Technischen Hochschule Darmstadt und bestand 1961 die Diplom-Hauptprüfung. Anschließend setzte er seine Studien in Paris fort und konzentrierte seine architektonischen Untersuchungen auf die Materialien seiner Zeit: Das künstliche Licht, die Projektion von Bildern, das plastische Material, die elektrischen Motoren im Dienst der „Architektur in Bewegung“ (1965). Er erhielt Preise auf der Biennale von Paris (1965) und am deutschen Pavillon bei der internationalen Ausstellung von Montréal (1967).
Er gehört zu der Bewegung der Art cinétique und ist der Schöpfer der „Aufblasbaren“ – Konstruktionen aus plastischen Strukturen, die durch Luftdruck ihre Form erhalten. Hans-Walter Müller wohnt seit 1971 in einem aufblasbaren Haus.
Er arbeitet zusammen mit Künstlern wie Jean Dubuffet, Salvador Dalí oder Maurice Béjart.

## Werke / Ausstellungen
- 1963 trat er zum ersten Mal an die Öffentlichkeit mit seiner „Kinetischen Maschine“.
- 1969 folgte in Montigny-lès-Cormeilles eine aufblasbare Kirche von 32 kg Konstruktionsgewicht für 200 Personen[3].
- 1971: Ausstellung im Atelier Dubuffet
- 1975: Gespannte Struktur: Zentrale Szene anlässlich des Jahresfestes der Zeitung „l’Humanité“
- 1975: 35 Konstruktionen für die Obdachlosen, verteilt in einer Februarnacht
- Ausstattungen für die Comédie-Française, die Pariser Opern, das Nationaltheater München und Florenz
- 1980: Ausstattungen für Ballette von Maurice Béjart[4], Karin Waehner, Peter Goss
- 1982: Stiller Raum (fr: salle molle) von Salvador Dalí im Centre George Pombidou, Paris. „Volume“ (aufblasbarer Raum?) am Trocadéro für das Bauministerium
- 1985: Dreidimensionale Struktur und linsenförmiger Körper aus Luft, Airbus, Le Bourget
- 1992: Aufblasbares Theater für die Olympischen Spiele in Barcelona
- 1997: Aufblasbare Struktur von 900 m², „der Frühling im Winter“, Place du Trocadéro-et-du-11-Novembre in Paris
- 2002 wurde er eingeladen, für das Centre international d’art et du paysage de l’île de Vassivière aufblasbare Wandermodule zu entwerfen. (vgl.)
- 2006: Präsentation drei solcher Module anlässlich der alle drei Jahre stattfindenden Ausstellung von Gegenwartskunst „La Force de l’Art“ im Pariser Grand Palais
- 2007 (23. November): Aktion außerhalb der Mauern – École maternelle Le Lys, Périgueux
- 2010: transportfähige aufblasbare Struktur in São Paulo[5]
- 2019: Klangstruktur mit Resonanzkugel

## Zitate
- L’homme est éphémère. Sa vie est éphémère, ce qu’il fait doit-il durer ? L’architecture est le lien de sa vie, l’architecture doit mourir avec son utilisateur…[6]

(Der Mensch ist eine Eintagsfliege. Sein Leben ist vorübergehend, was er schafft, soll es bestehen? Die Architektur ist die Bindung seines Lebens, die Architektur muss mit seinem Benutzer sterben…)
- On pourrait dire : « bon marché ». On pourrait dire : « abriter ». On pourrait dire : « facile à installer ». On pense au provisoire : juste pour servir… bêtement. Pour l’industrie… Pour le stockage. Pour les municipalités (les salles des fêtes). En couverture de piscines. En couverture de tennis. La même forme. On la connaît maintenant cette forme, ce demi-boudin.Vorü

(Man könnte sagen: „billig“. Man könnte sagen: „beherbergen“. Man könnte sagen: „leicht zu erbauen“. Man denkt an das Vergängliche: nur um zu dienen… einfach so. Für die Industrie… Für die Aufbewahrung… Für die Gemeinden (Festsäle). Überdachung von Schwimmbädern. Überdachung von Tennisplätzen. Die gleiche Form. Man kennt sie jetzt, diese Form, diese halbe Blutwurst.)
- Elles sont extraordinaires ces constructions magiques, ces « gonflables », une architecture portée par l’air[7].

(Diese magischen Konstruktionen sind außergewöhnlich, diese „Aufblasbaren“, eine Architektur (allein) durch die Luft getragen).